# Grisbukten

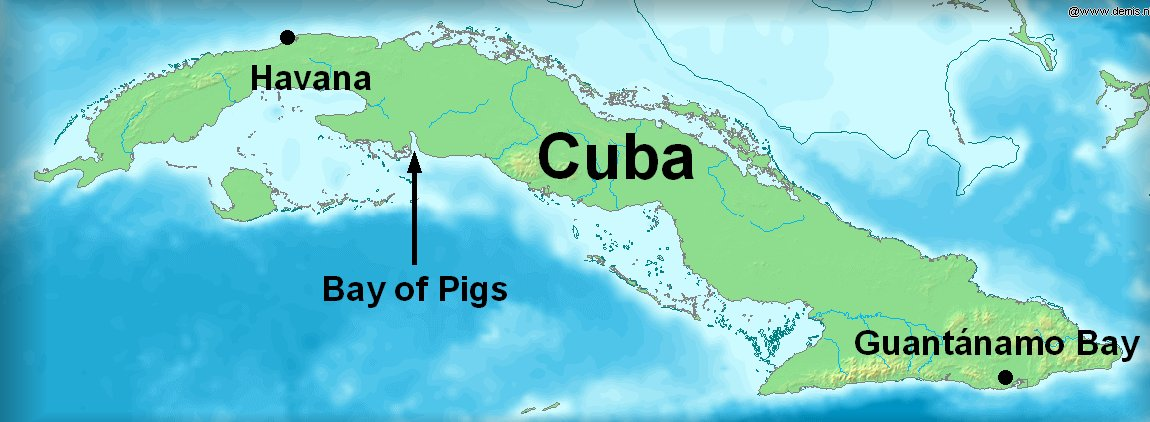
Grisbukten är här markerad med "Bay of Pigs".

Grisbukten (spanska: Bahía de Cochinos) är en bukt på Kubas sydkust. 
Namnet beror troligen på ett språkligt missförstånd. "Cochinos" i buktens spanska namn översattes till gris på engelska, men cochino är också det spanska namnet för fisken kärringfisk (Balistes vetula, också kallad drottningtryckare), en art av tryckarfiskar som är mycket vanlig i bukten.

## Grisbuktsinvasionen
Grisbuktsinvasionen var ett försök av 1 400 exilkubaner tränade av CIA att invadera Kuba 17 april 1961 genom landsättning i Grisbukten. Invasionen misslyckades, bland annat på grund av bristande stöd från den dåvarande amerikanska presidenten John F. Kennedy.